# Thelairosoma longicorne
Thelairosoma longicorne là một loài ruồi trong họ Tachinidae.